# Tallington
Tallington – wieś w Anglii, w hrabstwie Lincolnshire, w dystrykcie South Kesteven. Leży 65 km na południe od Lincoln i 130 km na północ od Londynu. W 2001 miejscowość liczyła 406 mieszkańców.